# Ронкаљија (Леко)
Ронкаљија је насеље у Италији у округу Леко, региону Ломбардија.
Према процени из 2011. у насељу је живело 28 становника. Насеље се налази на надморској висини од 295 м.